# Michael Müller (Fußballspieler, 1964)
Michael „Schorsch“ Müller (* 4. April 1964 in Mainz) ist ein ehemaliger deutscher Fußballspieler und heutiger -trainer.

## Karriere
Michael Müller absolvierte für den 1. FSV Mainz 05 206 Spiele in der 2. Bundesliga sowie 123 weitere Partien in der Amateur-Oberliga. 1986 gewann er mit der Mannschaft den Südwestpokal, 1988 und 1990 wurde er jeweils mit den Nullfünfern Südwestmeister und stieg in die 2. Liga auf. Des Weiteren stand er für zwei Spielzeiten in der Regionalliga beim SV Wehen unter Vertrag. Nach einer Rückkehr zu Mainz 05 ohne weitere Profieinsätze beendete Müller seine aktive Karriere nach der Zweitligasaison 1999/2000.

## Familie
Michael Müller ist der Vater von Tim Müller, der ebenfalls Profifußballspieler ist.